# Jesús Castro Balbi
Jesús Castro Balbi, né à Chincha Alta au Pérou, est un guitariste et musicologue franco-péruvien.

## Biographie
Jésús Castro Balbi est diplômé de l'Université Nationale de Musique de Lima en 1972. En Europe, il continue sa formation avec María Luisa Anido, Vicente Asencio, Leo Brouwer, Abel Carlevaro et Oscar Ghiglia. En 1975, il obtient le titre de « Professeur supérieur de Guitare - Docteur en musique » délivré par le Conservatoire National Supérieur de Musique Óscar Esplá d'Alicante. La même année, Jesús Castro Balbi participe au Concours international de guitare classique Alirio-Díaz à Caracas et obtient un premier prix à l’unanimité . La même année, il obtient le « prix de la meilleure interprétation de l’œuvre Francisco Tárrega » lors du Concours international de guitare Francesco-Tàrrega à Benicàssim avant d'obtenir en 1976 le premier prix. La même année, il remporte le premier prix du Concours international de guitare Andrés-Segovia à Palma de Mallorca.
En 1977, il est nommé  professeur honoraire de l'Université Nationale de Musique de Lima.
En 1980, il obtient un Certificat d'aptitude en étant reçu premier nommé au concours. Après avoir été professeur certifié de guitare au conservatoire à rayonnement régional de Besançon puis au conservatoire à rayonnement régional de Strasbourg, il a été professeur au conservatoire à rayonnement régional de Lyon jusqu'en 2020.
Depuis 1996 il dirige la classe de guitare à l’Académie International de Musique de Lozère.
Il effectue aussi des recherches sur la musique ancienne (renaissance et baroque), notamment sur l'interprétation d’oeuvres originales pour vihuela et luth. Il collabore avec plusieurs compositeurs et est dédicataire de nombreuses pièces pour guitare. Il dirige une collection de musique pour guitare aux Editions « Nota » à Athènes.

## Discographie
- Agustin Barrios, (Suite Andina, Prélude op.5, Valses Op.8, La catedral).  Opus 111, 1999 (France)
- Antonio Lauro, (Valses Vénézuéliennes, Sonata, Triptico, Suites, Variations). Etcetera 1991 (Allemagne)
- Bach, Scarlatti, Asencio. Belter (Espagne)
- Bach, Turina, Asencio, Bravo de Rueda. RCA Lima (Pérou)